# Gröneggad hätta
Gröneggad hätta (Mycena viridimarginata) är en svampart som beskrevs av P. Karst. 1892. Enligt Catalogue of Life ingår Gröneggad hätta i släktet Mycena,  och familjen Mycenaceae, men enligt Dyntaxa är tillhörigheten istället släktet Mycena,  och familjen Favolaschiaceae. Arten är reproducerande i Sverige. Inga underarter finns listade i Catalogue of Life.